# ناخنک چاودار
ناخنک چاودار (نام علمی: Claviceps purpurea) نام یک گونه از سرده ناخنک غلات است.